# Hanussen (film, 1955)

Hanussen est un film allemand, en noir et blanc réalisé en 1955 par O. W. Fischer et Georg Marischka. Plusieurs stars du cinéma allemand comme Siegfried Lowitz, Liselotte Pulver et Klaus Kinski font partie de la distribution

## Synopsis
Harry Steinschneider se produit sous le nom de scène de Erik Jan Hanussen dans divers spectacles de variétés comme magicien. En 1931, il est arrêté en plein milieu de son spectacle, mais alors que les charges contre lui semblent l'accabler, il retourne le tribunal grâce à ses talents de manipulateur. Parmi les spectateurs dans la salle d'audience se trouve l'étudiante Hilde Graf, rationaliste convaincue qui prépare une thèse dénonçant le charlatanisme. L'ayant remarqué Hanussen s'efforce de la retrouver et malgré leurs opinions divergentes une idylle va naître entre eux. Parallèlement, Prisca sa partenaire sur scène et petite amie, se suicide parce qu'il refuse le mariage et souhaite continuer à courir le jupon. Engagé à la Scala de Berlin, grâce à Mirko son imprésario, il prend contact avec les nazis, n'a aucun mal à prédire leur arrivée au pouvoir, et on lui fait rencontrer Hitler. De retour d'une de ces rencontres, il revient dans son nouvel appartement dont on pendait la crémaillère. Là, il prédit l’incendie du Reichstag sans que l'on puisse savoir s'il s'agit de clairvoyance ou de mise ne scène, mais il prédit aussi le champ de ruines que sera bientôt l’Allemagne. Affolés, les invités quittent prestement la fête.
Hilde a publié sa thèse sous forme de livre, très critique envers le nouveau pouvoir, elle risque la prison, voire plus. Quant à Hanussen il est désormais suspect aux yeux du régime. Grace, l’ancienne petite amie de Mirko avec qui il a flirté, tente en vain de l’empêcher de se produire sur scène et lui propose de fuir. Il passe outre et, grâce à une dernière manipulation, il parvient à sauver Hilde et à lui permettre de prendre le train pour Paris. Hanussen, lui, est arrêté quelques heures plus tard par un commando de S.A. dirigé par Mirko son ex imprésario, qui se venge ainsi de l'homme qui a flirté avec sa petite amie. Le magicien est emmené en forêt et est froidement abattu dans le dos.

## Fiche technique
- Titre original : Hanussen
- Titre français : Hanunssen (ou Hanussen, l'astrologue d'Hitler)
- Réalisation : O. W. Fischer, Georg Marischka
- Scénario : Gerhard Menzel, Curt Riess
- Pays de production :  République fédérale d'Allemagne
- langue originale : allemand
- Date de sortie 
  - Allemagne de l'Ouest : 14 septembre 1955
  - France : 22 janvier 1958
- Durée : 95 minutes
- Musique : Hans-Martin Majewski
- Photographie : Helmut Ashley

## Distribution
- O. W. Fischer (VF: Jean-Claude Michel : Hanussen
- Liselotte Pulver : Hilde Graf
- Siegfried Lowitz (VF: Claude Péran): Le procureur
- Klaus Kinski (VF: Philippe Mareuil): Mirko, l'impresario
- Erni Mangold : Prisca, la partenaire d'Hanussen
- Hermann Speelmans (en) ((VF: Serge Nadaud): Maus, le régisseur du théatre
- Helmut Qualtinger : capitaine Rohm
- Ludwig Linkmann : M. Scholz
- Maria Dominique : Grace Coligny, la petite amie de Mirko
- Margrit Läubli : Une entraîneuse, le soir du réveillon

## Autour du film
- Le sous titre français du film "L'astrologue d'Hitler" est abusif, Hanussen n'ayant jamais touché à l'astrologie ni dans le film ni dans la vraie vie
- Le film a été réédité en France en DVD par René Chateau Vidéo en 2009